# Vittaria costularis
Vittaria costularis là một loài dương xỉ trong họ Pteridaceae. Loài này được Ching mô tả khoa học đầu tiên năm 1931.
Danh pháp khoa học của loài này chưa được làm sáng tỏ. 